# Burghley House
Burghley House es una gran country house inglesa del siglo XVI situada cerca de Stamford (Lincolnshire). Es un ejemplo destacado de la casa prodigio isabelina, construida y aún habitada por la familia Cecil. El exterior conserva en gran medida su aspecto isabelino, pero la mayoría de los interiores datan de remodelaciones anteriores a 1800. La casa está abierta al público por temporadas y muestra un circuito de grandes y ricamente amueblados apartamentos. Su parque fue diseñado por Lancelot Brown.